# Finn Werner
Finn Werner, född 2 september 1930 i Köpenhamn i Köpenhamns amt, Danmark, är en svensk militär.
Werner avlade officersexamen vid Kungliga Krigsskolan 1955 och utnämndes samma år till fänrik. Han befordrades 1965 till kapten vid Svea livgarde, tjänstgjorde 1966–1968 vid Försvarsstaben, var 1968–1970 lärare vid Militärhögskolan och tjänstgjorde 1970–1971 vid Dalregementet. År 1971 befordrades han till major och 1971–1974 tjänstgjorde han vid Militärhögskolan, befordrad till överstelöjtnant 1972. Han tjänstgjorde vid Försvarsstaben 1974–1976 och var armélärare vid Försvarshögskolan 1976–1977 samt tjänstgjorde vid Jämtlands fältjägarregemente 1977–1978. År 1978 befordrades han till överste och tjänstgjorde 1978–1980 vid Militärhögskolan, varefter han 1980–1983 var ställföreträdande chef för Kronobergs regemente tillika ställföreträdande befälhavare för Kronobergs försvarsområde. Werner befordrades 1983 till överste av första graden och var 1983–1988 chef för Kronobergs regemente tillika befälhavare för Kronobergs försvarsområde. Åren 1988–1990 var han chef för den svenska delegationen i Neutrala nationernas övervakningskommission.

## Utmärkelser
- Riddare av Svärdsorden, 6 juni 1973.[4]